# Lasioglossum pseudosphecodimorphum
Lasioglossum pseudosphecodimorphum är en biart som först beskrevs av Blüthgen 1923.  Lasioglossum pseudosphecodimorphum ingår i släktet smalbin, och familjen vägbin. Inga underarter finns listade i Catalogue of Life.

## Bildgalleri

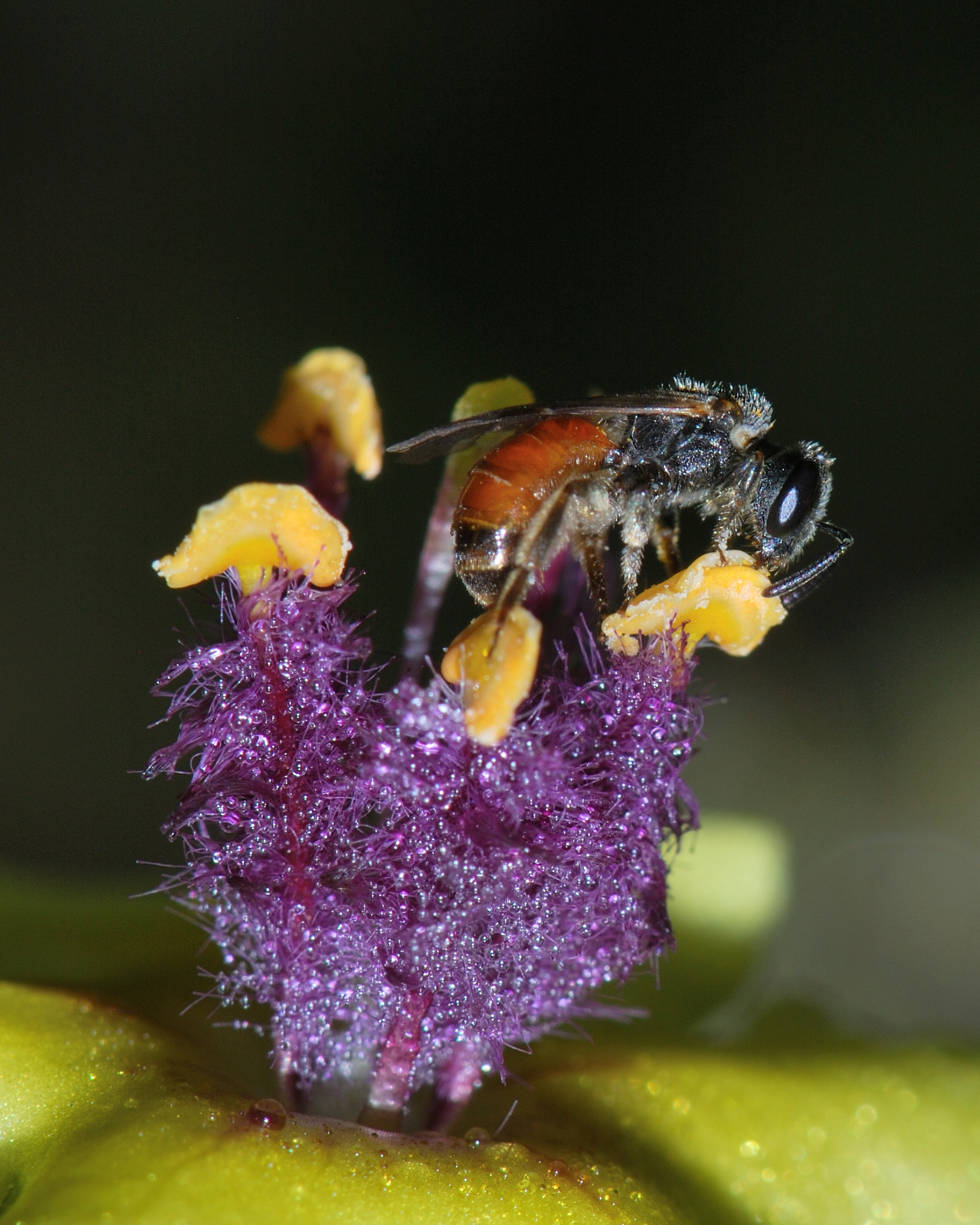
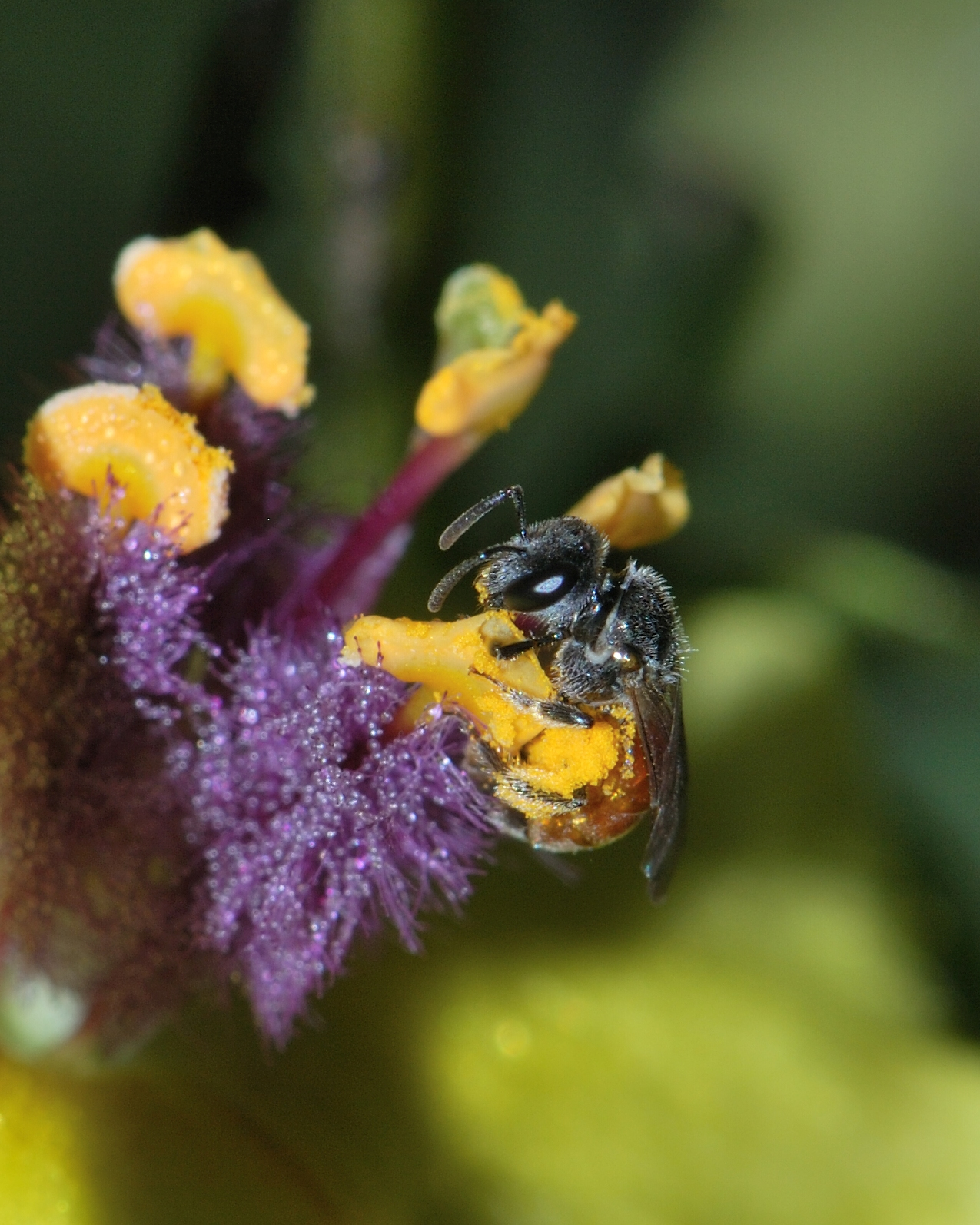
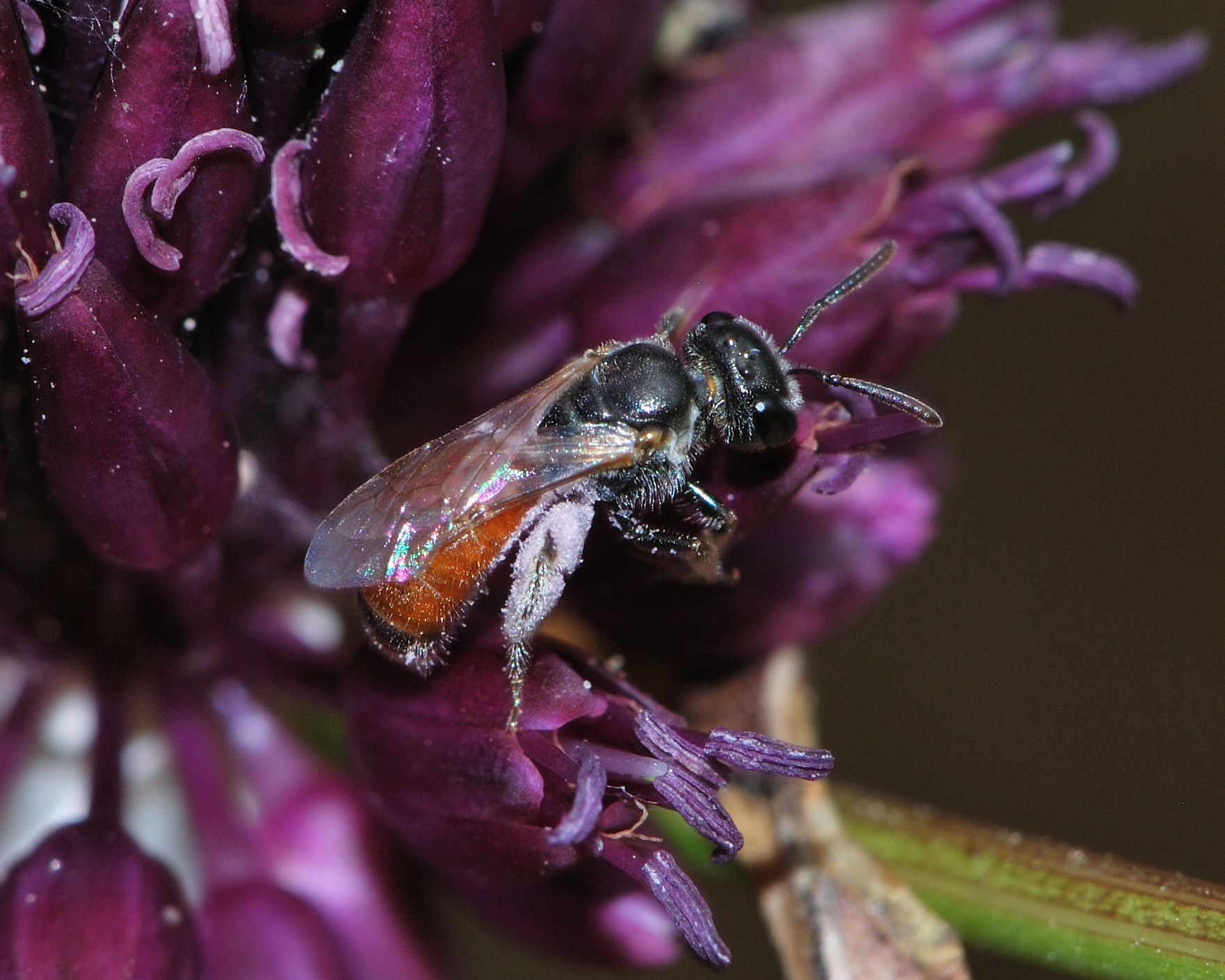
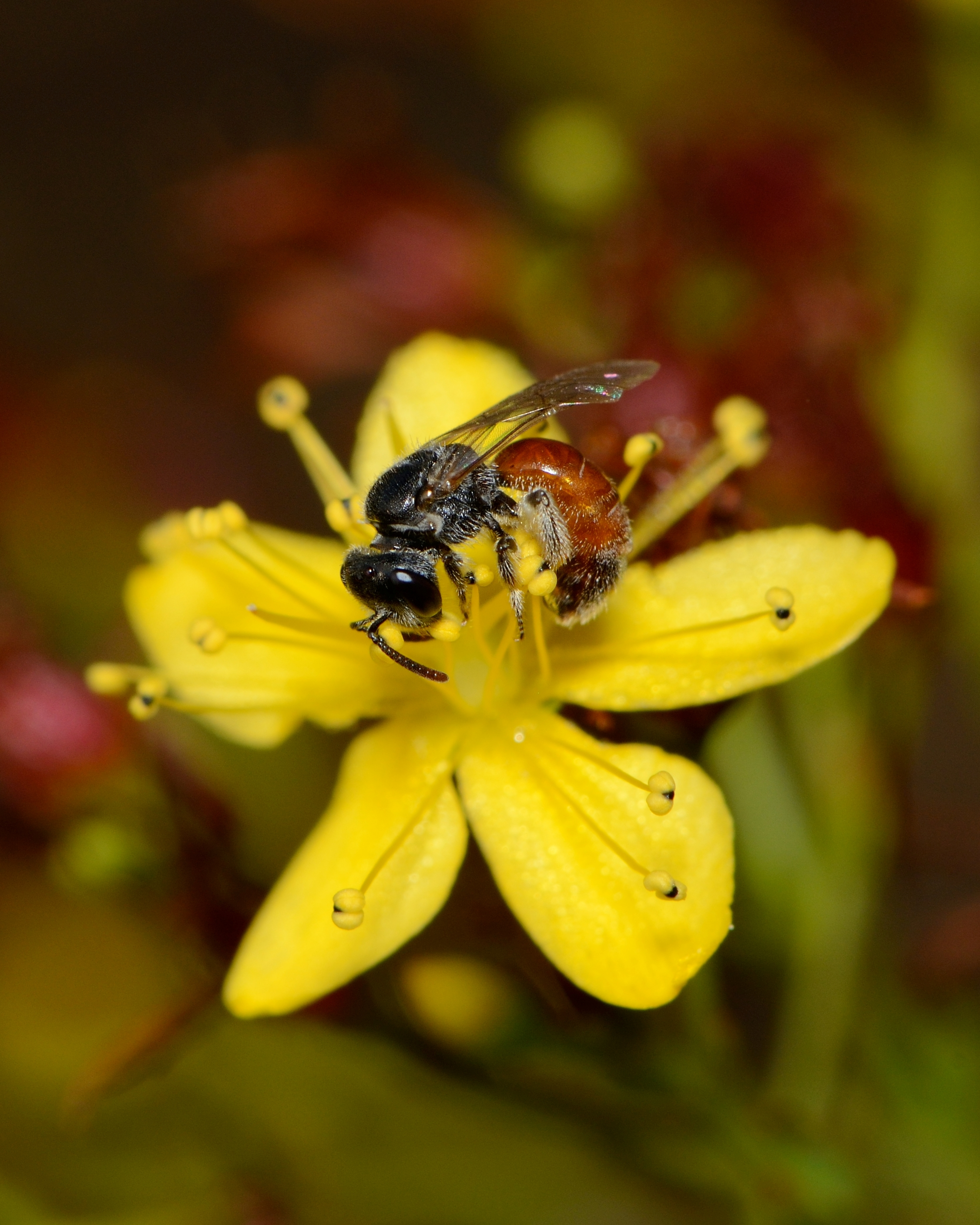